# 心の計算理論
心の計算理論（英: Computational theory of mind）、計算心理学は、認知科学や心理学において、人間の心をコンピュータ（計算機）的な情報処理システムとみなす理論である。言い換えれば、思考とは自己再構成可能なハードウェア（脳）が行っている一種の計算である、とする。認知心理学では一般的な見方であり、進化心理学や心の哲学でもこれを採用している。

## 概要
この比喩を具体化するには、計算システムモデルの少なくとも3つの要素を指定する必要がある。まず、「計算」の最小一貫要素を指定するデータ構造を特定する。次に、その最小一貫データ構造が従うべき文法規則を特定する。最後に、そのようなデータ構造に対する脳の制御のもっともらしい説明が必要となる。
計算一般において、最終的な「プログラム」の簡潔さと柔軟性はデータ構造定義の簡潔性に大きく依存している。実際の脳では、神経科学との関連を保ちつつ心の特性を示すことができるような適度に抽象化されたデータ構造を見出すことが問題となる。このような課題は意識の科学的概念化の問題であり、心の概念の先駆けであり、工学の原則にもなりうる。
この問題を解くアプローチの1つとして Cognitive Process Counciousness モデルがある。これは、人間の意識を計算可能な認知プロセスのシステムとして定義しようとするものである。

## 計算主義とシミュレーション仮説
心の計算理論は、仮想市民シミュレーションで必要とされる意識ある主体のシミュレーション方法を扱うシミュレーション仮説とも関係する。例えば、物理的システムはそれなりの精度でシミュレート可能であることがよく知られている。計算主義（computationalism）によって人工意識を生み出す際の問題を解決する原理が発見されるとしたら、シミュレーテッドリアリティの実現可能性が改めて重要になってくる。しかし、認知とクオリアの関係は論争の的になっている。意識には実際の物理的基盤が必要で、意識のシミュレーションは（たとえ適切そうに振舞ったとしても）哲学的ゾンビでしかない、という可能性もある。

## 説明レベル
デビッド・マー (1981) は、認知プロセスに3段階の記述レベルがあるとした。
1. 計算レベル（computational level）: 認知プロセスによって計算される問題（入出力マッピングなど）を記述する。
2. アルゴリズムレベル（algorithmic level）: 計算レベルで提示された問題を計算するのに必要なアルゴリズムを提示する。
3. 実装レベル（implementational level）: アルゴリズムレベルで提示されたアルゴリズムが生物学的実体（たとえば脳）でどのように具体的に実装されるかを記述する。

## 批判
計算主義は、いわゆる「古きよきAI（Good Old Fashioned AI）」のような手法であると批判されることが多い。これは、古典的な記号的計算手法を指し、コネクショニズムや身体性認知科学と区別するのに使われる。後者は、（抽象的な記号レベルの分析に実世界の基礎を提供する）記号では表現できないレベルの分析を指すことがある。